# Begonia hirta
Espèce
Synonymes
- Begonia cordifolia (A.DC.) Warb.[1]
- Begonia hirta var. cordifolia (Warb.) L.B.Sm. & B.G.Schub.[1]
- Casparya columnaris Klotzsch[1]
- Casparya hirta Klotzsch[1] [2]

Begonia hirta est une espèce de plantes de la famille des Begoniaceae. Ce bégonia est originaire du Pérou. L'espèce fait partie de la section Casparya. Elle a été décrite en 1855 sous le basionyme de Casparya hirta par Johann Friedrich Klotzsch (1805-1860), puis recombinée dans le genre Begonia en 1941 par Lyman Bradford Smith (1904-1997) et Bernice Giduz Schubert (1913-2000). L'épithète spécifique hirta signifie « poilue ».

## Répartition géographique
Cette espèce est originaire du pays suivant : Pérou.

## Liste des variétés
Selon Tropicos (6 février 2017) (Attention liste brute contenant possiblement des synonymes) :
- variété Begonia hirta var. cordifolia (A. DC.) L.B. Sm. & B.G. Schub.
- variété Begonia hirta var. hirta